# Thumby
Thumby (dänisch Tumby) ist eine Gemeinde im Kreis Rendsburg-Eckernförde in Schleswig-Holstein.

## Geografie

### Geografische Lage
Die Gemeinde Thumby liegt auf der Halbinsel Schwansen im Naturraum Schleswig-Holsteinisches Hügelland. Das Gemeindegebiet erstreckt sich direkt am südlichen Ufer der Ostseebucht Schlei auf etwa sechs Kilometern Länge landeinwärts. Im Nordosten hat die Gemeinde Anteil am Karlsburger Holz.

### Gemeindegliederung
Die Ortschaften Börentwedt (dänisch Borntved), Sensby (dänisch Sønsby), Sieseby (dänisch Siseby, niederdeutsch Siesby) und Thumby sowie die Güter Bienebek (dänisch Binebæk), Guckelsby (dänisch Gugelsby oder Guggelsby), Marienhof und Staun (dänisch Stavn) liegen im Gemeindegebiet. Weitere kleinere Ortsteile sind: Archangel, Bienebekermühle (dänisch Binebæk Mølle), Bocksrüde (teilweise, dänisch Bogsryd), Brammermoor, Bredemaas (dänisch Bredemose), Hakelmark, Harzmoor (teilweise), Helle, Hoheluft, Hümark (dänisch Hymark), Hümarkfeld, Karlsburgholz (auch Karlsburgerholz), Knüppelbek (kleiner Anteil, dänisch Knuppelbæk), Krakery (dänisch Krageryd), Kummersholz (auch Kummerholz), Maaslebener Mühle (dänisch Maaslev Mølle), Moorholz, Neuteich, Ochsenhagen (dänisch Oksehave), Rosental, Scharmatt, Schnurrum (dänisch Snurom), Sinkental, Staunerhütte (dänisch Stavnhytte), Vogelsang (kleiner Anteil, dänisch Fuglesang).

### Nachbargemeinden
Angrenzende Gemeindegebiete zu Thumby sind:
| Boren   | Rabenkirchen-Faulück                        | Winnemark |
|         | Kompassrose, die auf Nachbargemeinden zeigt | Dörphof   |
| Rieseby | Holzdorf                                    | Damp      |

## Geschichte

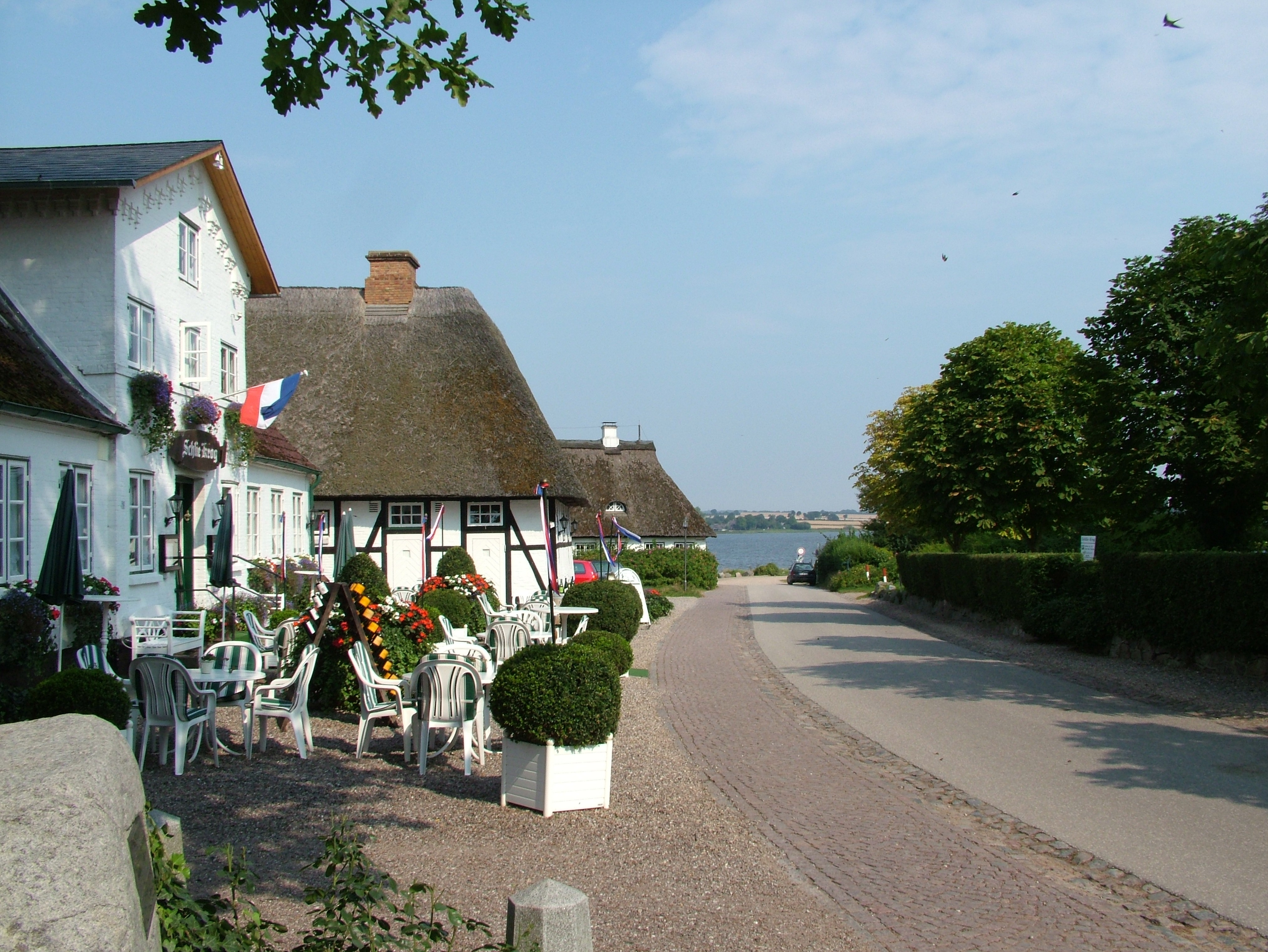
Dorfstraße von Sieseby

Der Ortsname Thumby wurde erstmals 1352 schriftlich genannt und bedeutet Siedlung des Tumi. Die Nachsilbe -by bezeichnet in den nordischen Sprachen eine Siedlung. Die Vorsilbe geht auf einen Rufnamen zurück, der eine Kurzform zu einem Vollnamen wie Thormund darstellt, der wiederum auf den Götternamen Thor (altnord. Þórr) und das Wort altnord. und ahd. mund für Schutz (vgl. Munt) zurückgeht. Sieseby wurde erstmals 1267 schriftlich erwähnt und bedeutet Dorf, Siedlung des Sizo, einer hypokoristischen Kurzform zu Vollnamen wie Siegfried oder Siegmund, somit ein aus dem Niederdeutschen übernommener Rufname als Bestimmungswort in einem dänischen by-Ortsnamen. Der Ortsname Schnurrum bezeichnet eine Belegenheit an einer scharfen Wegkrümmung (von dän. snurre≈drehen). 
Die romanische Feldsteinkirche in Sieseby stammt im Kern aus dem 12. Jahrhundert und ist das älteste Gebäude der Gemeinde. Als Kirchspiel wird das Dorf Siceby (später Ciceby, Tzitzebu; plattdeutsch Siesby, dän.  Siseby) erstmals in einer Urkunde von 1267 erwähnt.
Nachdem das Herzogtum Schleswig nach dem Deutsch-Dänischen Krieg 1866 von Preußen annektiert und eine preußische Kommunalordnung eingeführt worden war, wurde 1876 die Gemeinde Thumby aus einem Teil des ehemaligen Gutsbezirks Maasleben (heute Gemeinde Holzdorf) gegründet. 1928 wurde Sieseby angegliedert, das ebenfalls aus aufgelösten Gutsbezirken gebildet worden war.
Mitte des 19. Jahrhunderts verkaufte der Hamburger Kaufmann Gustav Anton Schäffer das Dorf Sieseby an die Familie zu Schleswig-Holstein-Sonderburg-Glücksburg, in deren Besitz es sich zum größten Teil noch heute befindet. Wegen der einheitlichen Bebauung aus weißverputzten, reetgedeckten Landarbeiterhäusern, an einigen sind noch die Initialen G. A. S. des Vorbesitzers zu finden, wurde das Dorf im Jahr 2000 als erstes Flächendenkmal in Schleswig-Holstein ausgewiesen.

## Politik
Größere kommunalpolitische Themenfelder der Thumbyer Gemeindevertretung waren in der Vergangenheit die Dorferneuerung und die Dorfentwässerung – beide Ende der 1980er bis in die 1990er Jahre. Aus dem Themenfeld der Dorferneuerung ging u. a. die Unterschutzstellung Siesebys als erstes Flächendenkmal Schleswig-Holsteins im Jahre 2000 hervor; bei der Diskussion um die Ortsentwässerung ging es um die Entscheidungen zwischen zentraler versus dezentraler Abwasserentsorgung und zwischen konventioneller Abwasserklärung und ökologischer Klärung mittels Sumpfbeet-Anlagen, einer Form der Pflanzenkläranlagen.

### Gemeindevertretung
Bei der Kommunalwahl am 14. Mai 2023 wurden insgesamt neun Sitze vergeben. Die CDU erhielt fünf Sitze und die SPD erhielt vier Sitze.

### Wappen
Blasonierung: „Durch einen mit einem blauen Wellenbalken belegten silbernen Wellenbalken von Rot und Blau gesenkt geteilt. Oben drei grannenlose goldene Ähren nebeneinander, unten drei silberne Heringe 2 : 1“

### Partnergemeinde
Die Gemeinde Süderholz in Vorpommern ist Partnergemeinde von Thumby.

## Sehenswürdigkeiten
In der Liste der Kulturdenkmale in Thumby stehen die in der Denkmalliste des Landes Schleswig-Holstein eingetragenen Kulturdenkmale.

### Gut Bienebek

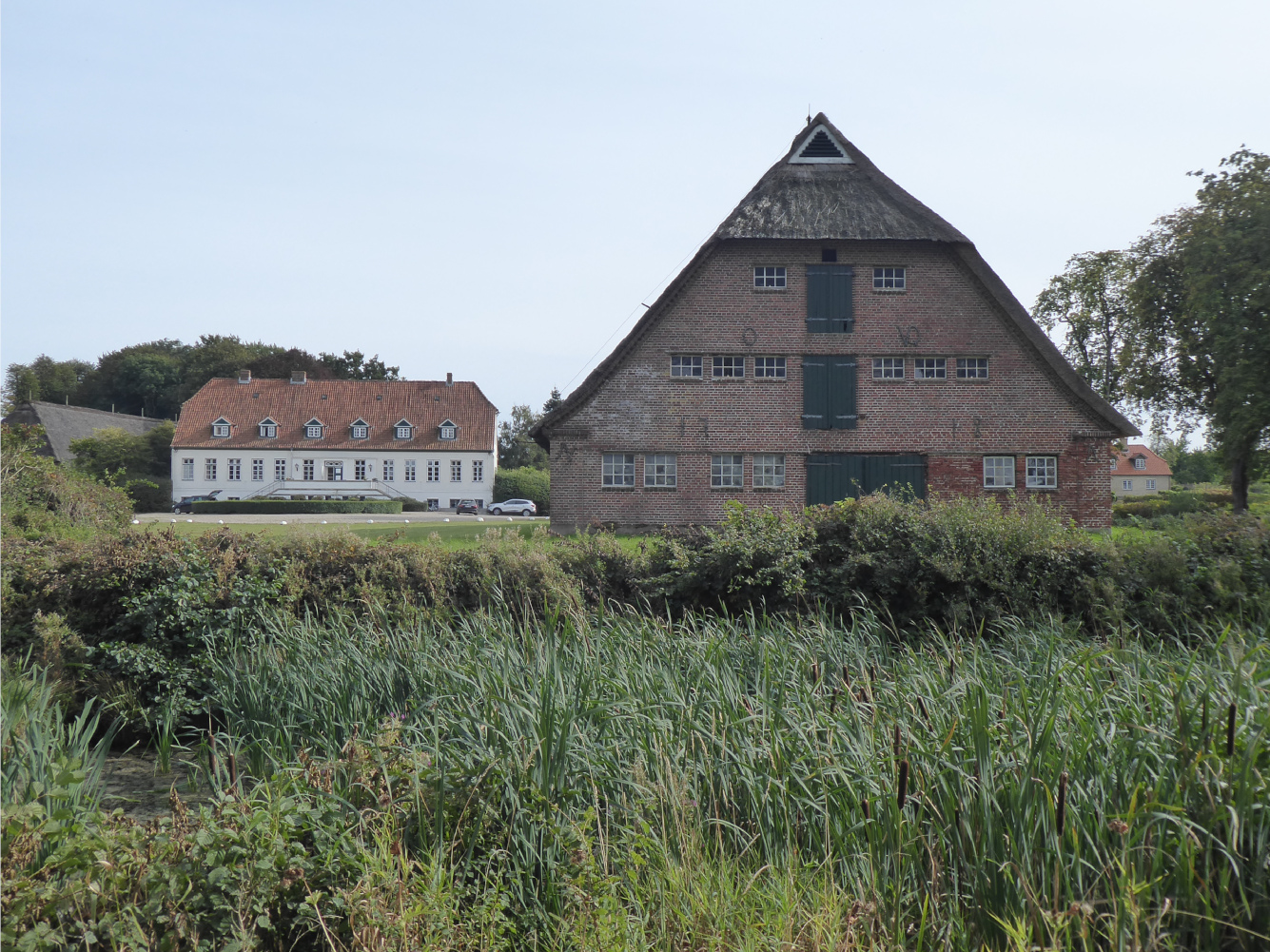
Gut Bienebek

Das an der Schlei gelegene Ensemble aus Herrenhaus und den dazugehörigen Wirtschaftsgebäuden steht unter Denkmalschutz. Es ist heute Sitz der Herzogin zu Schleswig-Holstein-Sonderburg-Glücksburg.

### Gut Grünholz
Das Gut Grünholz (1438 erstmals erwähnt) ist Sitz des Prinzen Christoph zu Schleswig-Holstein-Sonderburg-Glücksburg, seit 1980 Chef des Hauses Schleswig-Holstein. Das Herrenhaus wurde 1749 erbaut. Die bei einem Großbrand im Jahr 1888 vernichteten Nebengebäude wurden anschließend wieder aufgebaut.

## Verkehr
Auf etwa vier Kilometern Länge führt die Bundesstraße 203 im östlichen Streckenabschnitt zwischen Eckernförde und Kappeln durch das östliche Gemeindegebiet. Am Rande des Gemeindegebiets befindet sich die höhenfrei ausgebaute Anschlussstelle zur Kreisstraße 61. Thumby befindet sich an dieser in drei Kilometern Entfernung westlicher Richtung.

## Persönlichkeiten

### In Thumby geboren
- Asmus Steffensen (1783–1850), Pädagoge
- Johannes Otzen (1839–1911), Architekt
- Helene Voigt-Diederichs (1875–1961), Schriftstellerin
- Helena von Schleswig-Holstein-Sonderburg-Glücksburg (1888–1962), durch Heirat Angehörige des dänischen Königshauses
- Viktoria Adelheid von Schleswig-Holstein-Sonderburg-Glücksburg (1885–1970), letzte Herzogin von Sachsen-Coburg und Gotha, Großmutter des amtierenden schwedischen Königs Carl XVI. Gustaf (* 1946)
- Friedrich zu Schleswig-Holstein (1891–1965), Standesherr und Kapitänleutnant
- Ingeborg zu Schleswig-Holstein (* 1956), Malerin

### Mit Thumby verbunden
- Jurek Becker (1937–1997), aus Łódź, Polen, stammender Schriftsteller, starb 1997 in Sieseby und wurde hier beigesetzt.